# Уранопітек
Уранопітек (Ouranopithecus) — викопний рід євразійських людиноподібних мавп, представлений двома видами: Ouranopithecus macedoniensis з пізнього міоцену Греції (9,6—8,7 млн років тому) та Ouranopithecus turkae з пізньоміоценової Туреччини (8,7—7,4 млн років тому).
Перший зразок O. macedoniensis був знайдений французькими палеонтологами Луї де Бонісом та Жаном Мелентісом у 1977 р., а O. turkae — турецькою дослідницькою групою на чолі з Ерксіном Савашем Гюлечем у 2007 р.. Довгий час його вважали схожим (синонімічним) на Graecopithecus та представником роду Sivapithecus, але подальші знахідки довели протилежне.

## Опис та систематика
На основі анатомії зубів та анатомії морди O. macedoniensis було висловлено припущення, що Ouranopithecus насправді був дріопітеком. Однак, ймовірно, він більш близький до Ponginae. Деякі дослідники вважають O. macedoniensis останнім спільним предком гомінін та інших мавп і попередником австралопітеків і людини, хоча це дуже суперечливий висновок, який не є загальноприйнятою позицією. Дійсно, O. macedoniensis поділяє похідні риси з деякими ранніми гомінінами (наприклад, лобову пазуху, порожнину в лобі), але вони майже напевно не є близькоспорідненими видами.